# 2-戊醇
2-戊醇 (IUPAC系統命名) 亦稱為仲戊醇（sec-amyl alcohol），是一種醇類的有機化合物，其化學式為C3H7CH(OH)CH3。它常用來作為有機溶劑或其他化學品的製造的中間體。2-戊醇是許多工業戊醇的一個成分。
2-戊醇可以利用戊醇和鹵化物反應來制備。